# Rantzau (cheval)
Pour les articles homonymes, voir Rantzau.
Rantzau est un étalon Pur-sang alezan, dont l'influence sur les lignées de chevaux de sport est très importante, en particulier pour le saut d'obstacles.

## Histoire
Il naît en 1946 chez Henri Tambareau. En trois ans, Rantzau court neuf courses sur 2 000 à 3 000 mètres, en remporte deux et se place dans cinq. Il est ensuite acheté par Marcel Boussac, qui le vend au haras national de Saint-Lô. L'étalon arrive en janvier 1951.

## Description
Rantzau est un étalon alezan, inscrit au stud-book du Pur-sang. Il mesure 1,65 m.

## Origines
Henri Tambareau a acheté la jument Pur-sang Rancune en 1943, dans le but d'en faire une poulinière. Le père de Rantzau, Foxlight, a réalisé une carrière en course remarquable. 

## Descendance
Entre 1951 et 1962, Rantzau couvre 40 à 49 juments par an, bien que ces chiffres chutent au cours de la seconde moitié de sa carrière de reproducteur. Toutefois, il couvre 772 juments pendant ses 20 ans au haras, en moyenne 38 chaque année. Il est reconnu comme un grand producteur de chevaux de saut d'obstacles. En 1958, a est classé 17e producteur pour le saut d'obstacles, monte à la 11e place en 1962, et à la 5e en 1963. En 1964, Rantzau est classé deuxième plus grand producteur de chevaux d'obstacle, après Furioso. En 1970, un nouveau classement des meilleurs reproducteurs est publié, dans lequel Rantzau est classé 3e, derrière Ibrahim et Furioso. L'année suivante, celle de sa mort, il devient premier. Bien qu'Ibrahim lui ait repris la première place en 1973, Rantzau est à la quatrième place en 1980, et se classe encore numéro un en 1981, dix ans après sa mort.
Rantzau a tendance à produire des chevaux sensibles et difficiles, mais très athlétiques. Malgré cette réputation, l’intérêt pour l'achat de sa progéniture ne s'est pas démenti. Rantzau est notamment l'ascendant de Cor de la Bryère et Baloubet du Rouet.